# Ulrich (Ebersberg)
Ulrich (Udalrich) von Ebersberg (* 960/65; † 11. März 1029) war Graf von Ebersberg, Markgraf von Krain, Vogt von Obermünster, Tegernsee und Freising sowie von Kloster Ebersberg.

## Leben

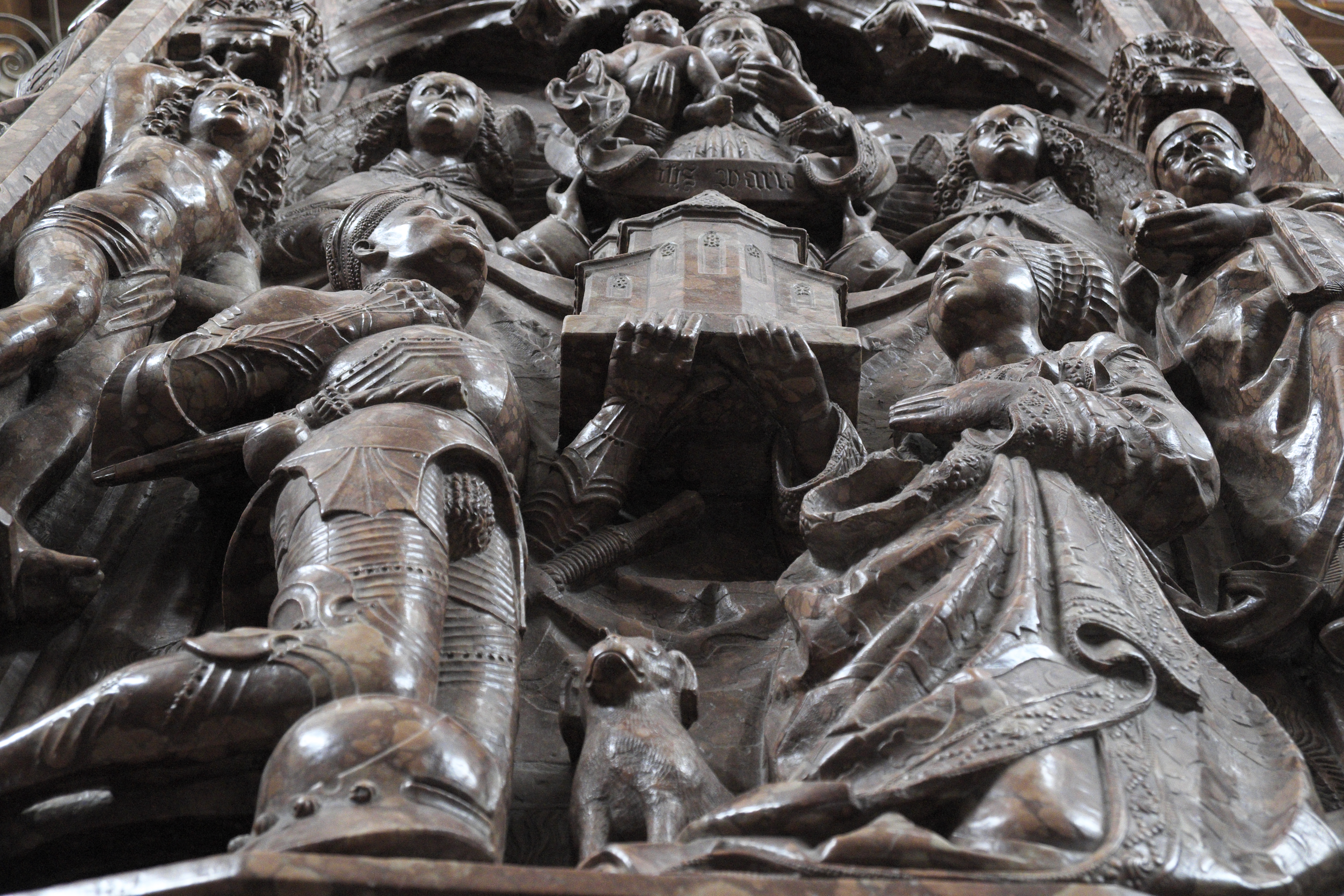
Tumba von Graf Ulrich und seiner Gemahlin Richardis in der Pfarrkirche von Ebersberg

Ulrich von Ebersberg war der jüngste Sohn von Graf Adalbero I. († 11. September 969) und Luitgard von Dillingen († 30. Oktober 969), einer Nichte des heiliggesprochenen Bischofs Ulrich von Augsburg, der sein Taufpate war und dessen Namen er erhielt.
Die Chroniken berichten, dass er als verkrüppelt „nicht nur am Körper, sondern auch am Geiste“ zur Welt gekommen ist. Durch die Taufe sollte das Kind mit Gottes Gnaden gesund werden. Später wurde Ulrich in der neuerbauten Kirche zu Ebersberg am Altar aufgeopfert und diese Behandlung soll ihm letztendlich die körperliche und geistige Gesundung gebracht haben. Zum Ende seines Lebens verlor er sein linkes Auge.
Er heiratete Richardis von Viehbach († 23. April 1013), Tochter von Markwart II. von Viehbach, (Doppelhochzeit um 970, bei der auch Ulrichs Schwester Hadamut den Bruder der Richardis, Markwart III., ehelichte). Gräfin Richardis soll über einen ausgesprochen schlechten Orientierungssinn verfügt haben. Einmal verlief sie sich und wurde erst Tage später bei Eglharting wieder aufgefunden, mit nur noch einem Schuh. An der Stelle, wo der zweite Schuh liegen geblieben war, ließ Ulrich zum Dank der Rettung seiner Frau eine Kirche errichten. Heute befindet sich hier die Kirche Hl. Kreuzauffindung im Ortsteil Neukirchen.
975 wurde er Vogt von Freising und 1004/09 Vogt von Tegernsee. 990 hatte Ulrich von Ebersberg Benediktinermönche nach Ebersberg für den Bau des Klosters Ebersberg berufen. Er berief den ersten Abt aus dem Kloster St. Ulrich und Afra von Augsburg.
Anfänglich war er Stütze der Ottonen und damit Gegner Heinrichs des Zänkers. 986 erhielt er nach Aussöhnung mit Heinrich 29 Leibeigene.
1011/12 ist er als Graf in der Mark Krain bezeugt, die um diese Zeit von Kärnten ausgegliedert und reichsunmittelbar geworden war. Er soll auch die Mark an der Sann geleitet haben.
1024 widersetzte er sich erfolglos der Wahl des Enkels Altmann zum Abt von Ebersberg.
Graf Ulrich und seine Frau Richardis wurden in der Abteikirche Ebersberg beigesetzt, wo ihnen im 15. Jahrhundert ein aufwendiges Stiftergrabmal (siehe: Grabmal für Ulrich von Ebersberg und Richardis von Kärnten) errichtet wurde.

## Nachkommen
Aus seiner Ehe mit Richardis von Eppenstein stammen folgende Kinder:
- Adalbero II. (um 980/85–1045)
- Eberhard II. (um 995–1065)
- Willibirg III. (* um 995/1000; † 25. November 1044) 1.) ⚭ Werigand († 1037), Graf von Friaul; 2.) ⚭ Wezelin von Istrien († 1040)
- Judith Tuta ⚭ Sieghard VI. von Büren

Mit einer Konkubine zeugte er ein uneheliches Kind, welches Ruthrude hieß und einen Jungen namens Altmann gebar. Altmann starb am 12. Juni 1045 beim Einsturzunglück auf Burg Persenbeug als Abt von Ebersberg (von 1001 bis 1024 nominell und von 1024 bis 1045 tatsächlich).